# La musica di 007
La musica di 007 (The Sound of 007) è un film documentario del 2022 ideato e diretto da Mat Whitecross a celebrazione dei 60 anni del franchise cinematografico dei film di James Bond.
Il film è stato prodotto da EON Production per Metro-Goldwyn-Mayer e distribuito in tutto il mondo via streaming da Amazon Prime Video il giorno 5 ottobre 2022, 60º anniversario dell'uscita del primo film di della serie Agente 007 - Licenza di uccidere nelle sale cinematografiche britanniche.